# Queen of Kings
A Queen of Kings (magyarul: Királyok királynője) az olasz–norvég Alessandra dala, mellyel Norvégiát képviselte a 2023-as Eurovíziós Dalfesztiválon Liverpoolban. A dal 2023. február 4-én, a norvég nemzeti döntőben, a Melodi Grand Prix-n megszerzett győzelemmel érdemelte ki a dalversenyen való indulás jogát.

## Eurovíziós Dalfesztivál
2023. január 4-én vált hivatalossá, hogy az énekesnő is résztvevője a Melodi Grand Prix mezőnyének. Dalával az január 14-i első elődöntőben versenyzett, ahonnan sikeresen továbbjutott a döntőbe. A február 4-én rendezett döntőben a nemzetközi zsűri és a nézők szavazatai alapján megnyerte a válogatóműsort, így ő képviselheti hazáját az Eurovíziós Dalfesztiválon. A döntő utáni napokban a dal több Spotify lejátszási és toplistán megjelent, köztük a magyar listákon is, majd felkerült a Mahasz Single Top 40-es listájára is, ahol 22. helyen debütált.
A dalfesztivál előtt Stockholmban, Madridban, Amszterdamban és Londonban eurovíziós rendezvényeken népszerűsítette versenydalát.
A dalt először a május 9-én megrendezett első elődöntőben fellépési sorrendben elsőként adta elő, a Máltát képviselő The Busker Dance (Our Own Party) című dala előtt. Az elődöntőből hatodik helyezettként sikeresen továbbjutott a május 13-i döntőbe, ahol fellépési sorrendben huszadikként lépett fel, az Ukrajnát képviselő Tvorchi Heart of Steel című dala után és a Németországot képviselő Lord of the Lost Blood & Glitter című dala előtt. A zsűri szavazáson a tizenhetedik helyen végzett 52 ponttal, míg a nézői szavazáson a harmadik helyen végzett 216 ponttal (Finnországtól maximális pontot kapott), így összesítésben 268 ponttal a verseny ötödik helyezettje lett.
A következő norvég induló a Gåte Ulveham című dala volt a 2024-es Eurovíziós Dalfesztiválon.

### Kapott pontok
Első elődöntő
| Szavazat | Össz | Szavazó országok | Szavazó országok | Szavazó országok | Szavazó országok | Szavazó országok | Szavazó országok | Szavazó országok | Szavazó országok | Szavazó országok | Szavazó országok | Szavazó országok | Szavazó országok | Szavazó országok | Szavazó országok | Szavazó országok | Szavazó országok | Szavazó országok | Szavazó országok    | Szavazó országok |
| Szavazat | Össz | Málta            | Szerbia          | Lettország       | Portugália       | Írország         | Horvátország     | Svájc            | Izrael           | Moldova          | Svédország       | Azerbajdzsán     | Csehország       | Hollandia        | Finnország       | Franciaország    | Németország      | Olaszország      | A Világ többi része |                  |
| -------- | ---- | ---------------- | ---------------- | ---------------- | ---------------- | ---------------- | ---------------- | ---------------- | ---------------- | ---------------- | ---------------- | ---------------- | ---------------- | ---------------- | ---------------- | ---------------- | ---------------- | ---------------- | ------------------- | ---------------- |
| Nézők    | 102  | 10               | 5                | 4                | 3                | 2                | 6                | 3                | 10               | 8                | 10               | 2                | 10               | 5                | 10               | 1                | 3                | 10               |                     |                  |

Döntő
| Zsűri | 69 |  | 5 | 1 |  |  | 2 | 6 |  |  | 1 | 7  |  |   |  |  |  | 3 | 1 |  |  |  | 4 |  | 5 |  |  | 3 |   |  | 10 | 8 |  |   | 10 |  | 3 |   |
| Nézők | 53 |  |   |   |  |  | 2 |   |  |  |   | 12 |  | 6 |  |  |  |   |   |  |  |  | 4 |  |   |  |  | 2 | 3 |  | 12 | 2 |  | 2 |    |  |   | 8 |

## A dal háttere
A norvég nemzeti válogató első elődöntője előtt egy interjúban az énekesnő úgy nyilatkozott, hogy dala saját érzelmeiről szólnak, arról, hogy önmaga lehessen. Továbbá ekkor vállalta fel biszexualitását.

## Dalszöveg
| Her name is She, queen of the kings Runnin' so fast, beatin' the wind Nothin' in this world can stop the spread of her wings (hey!) Shе, queen of the kings Broken her cage, threw out the keys She will be the warrior of North and Southern seas – A dal refrénje | Az ő neve Ő, a királyok királynője Gyorsan futva, legyőzve a szelet Semmi sem állítja meg szárnyai kitárását ezen a földön (héj!) Ő, a királyok királynője Széttörte a ketrecét, eldobta a kulcsokat Ő lesz az északi- és déli tengerek harcosa – A dal refrénje magyarul |

## Galéria

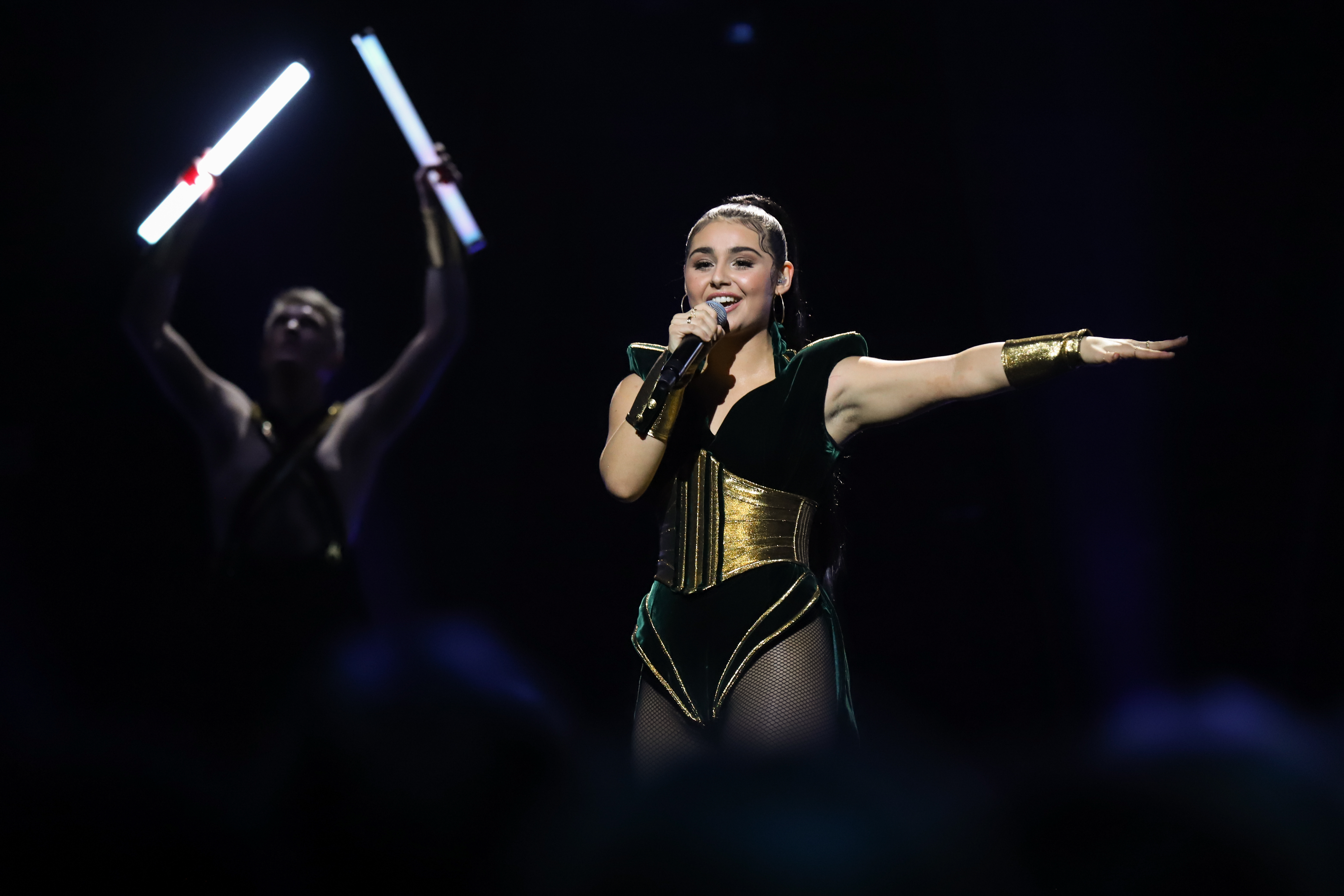
A norvég döntőben
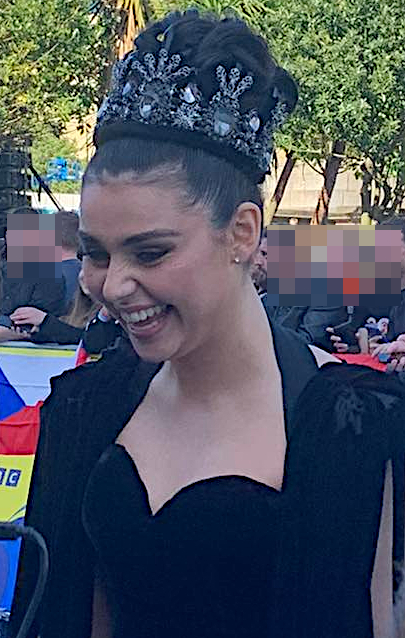
A megnyitóünnepségen
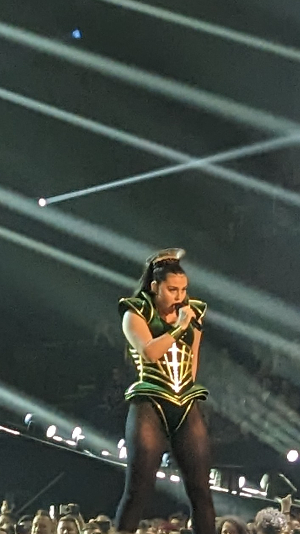
Az elődöntőben
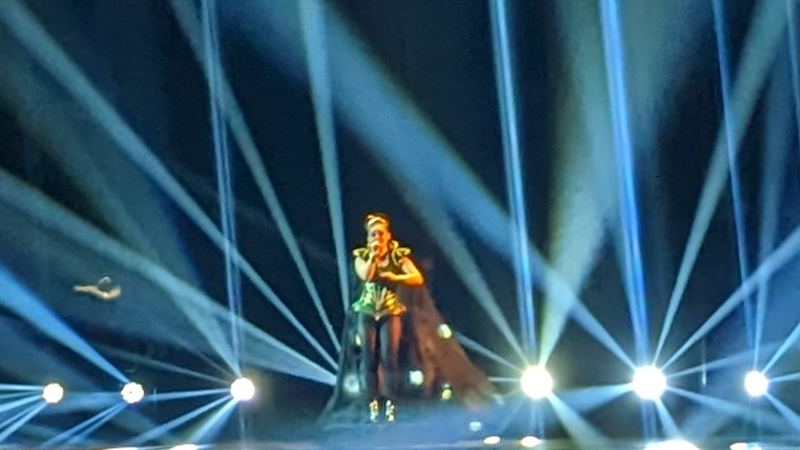
A döntőben